# Cisco Systems
Cisco Systems, Inc. (NASDAQ: CSCO) — американська транснаціональна корпорація, яка є найбільшим у світі виробником мережевого обладнання, призначеного для обслуговування мереж віддаленого доступу, сервісів безпеки, мереж зберігання даних, маршрутизації та комутації, а також для потреб комерційного ринку IP-комунікацій і корпоративного ринку.
Заснована в 1984 р. Станом на 2014 рік в компанії працюють 75 тис. осіб у всьому світі.

### Назва компанії
Назва Cisco — скорочення від назви міста Сан-Франциско, штат Каліфорнія (San Francisco). Раніше, коли засновники вибирали для компанії назву, вони часто потрапляли на імена, які вже зайняті або використовуються. Врешті-решт хтось запропонував назву «cisco» з першою маленькою буквою «c» (вже існувала компанія з назвою «CISCO»). Існує версія, згідно з якою первинна назва компанії звучала і писалася саме як San-Francisco Systems, але в процесі реєстрації незграбний рух адвоката (або нотаріуса) привів до надриву титульного листа з назвою компанії. Майбутні власники визнали це за знак і зафіксували назву cisco Systems з маленької букви.
Ім'я ciscoSystems (з маленькою «c») продовжувало використовуватися в спільноті інженерів компанії ще довго після того, як компанія офіційно змінила ім'я на Cisco Systems, Inc. Назву «ciscoSystems» досі можна зустріти в повідомленнях Cisco IOS і звітах про помилки.
Логотипом компанії є стилізоване зображення моста «Золоті ворота».

## Історія компанії

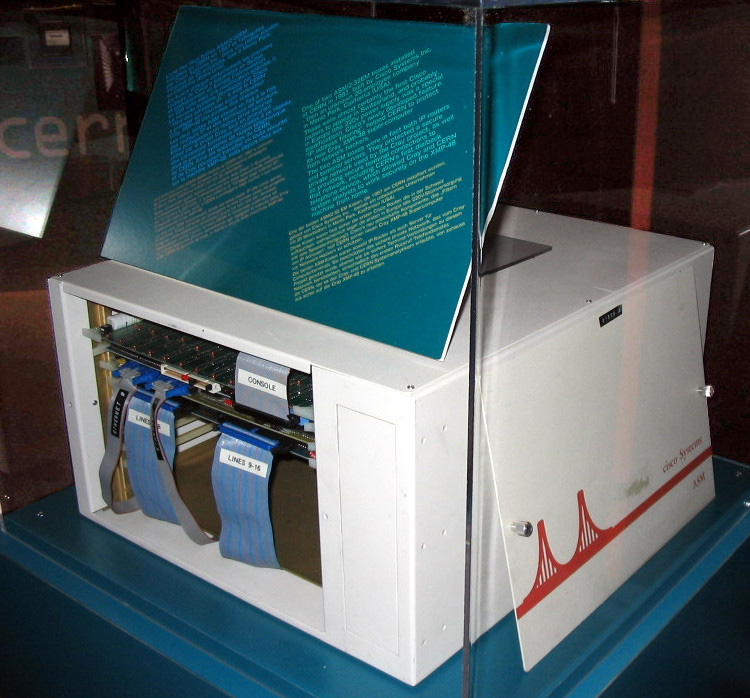
Маршрутизатор Cisco, розроблений 1987 року

Подружня пара Леонард Босак (Leonard Bosack) і Сандра Лернер (Sandra Lerner) заснувала компанію cisco Systems в 1984 році. Вони працювали як обслуговчий комп'ютерний персонал в Стенфордському університеті. Леонард Босак адаптував безліч програм маршрутизатора протоколів, написаних Вільямом Іджером (William Yeager), іншим працівником, який почав роботу за декілька років до приходу Босака з Пенсільванського Університету, де він здобув ступінь бакалавра.
Хоча Cisco не була першою компанією, що розробляла і продавала маршрутизатори, — пристрої, що перенаправляють комп'ютерний трафік з однієї мережі в іншу, — вона створила перший комерційно успішний багатопротокольний маршрутизатор. Це пристрій, що дозволяв раніше несумісним комп'ютерам спілкуватися між собою, навіть якщо вони використовували різні мережні протоколи.
У 1990 Босак і Лернер пішли з компанії зі 170 мільйонами доларів після того, як венчурні інвестори ввели до складу правління професійних менеджерів. Пізніше Босак і Лернер розлучилися.
Cisco називає себе «світовим лідером в області мережних технологій, призначених для мережі Інтернет».
У 2003 Cisco придбала фірму Linksys, популярного виробника устаткування для комп'ютерних мереж і тепер позиціюватиме торгову марку Linksys як мережне устаткування для домашнього використання і малого бізнесу.
Використовуючи придбання компаній, внутрішні розробки й партнерство з іншими компаніями, Cisco вийшла на ринок IP-телефонії зі своїми IP-телефонами, менеджерами викликів і шлюзами до телефонної мережі загального користування. Раніше Cisco вийшла на ринок АТМ-обладнання з придбанням в 1996 році фірми StrataCom Inc.
В грудні 2009 р. Cisco стала власником більш ніж 90 % акцій норвезької компанії Tandberg, що дозволить Cisco стати світовим лідером у виробництві обладнання для відеоконференцій. Придбання акцій, обійшлось компанії в 19 млрд норвезьких крон ($3,4 мільярда).

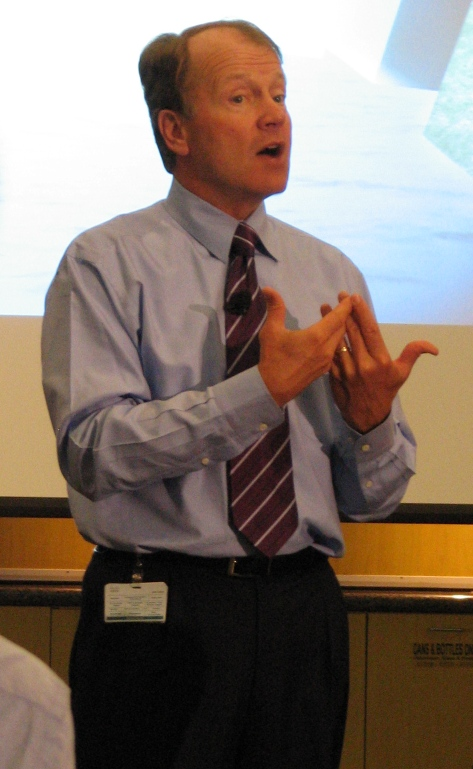
Президент компанії Джон Чемберс

Штаб-квартира компанії знаходиться у Сан-Хосе, штат Каліфорнія.
Президент і генеральний директор до 2015 року — Джон Чемберс.
Генеральний директор з 2015 року Чак Робінс.

## Продукти та послуги

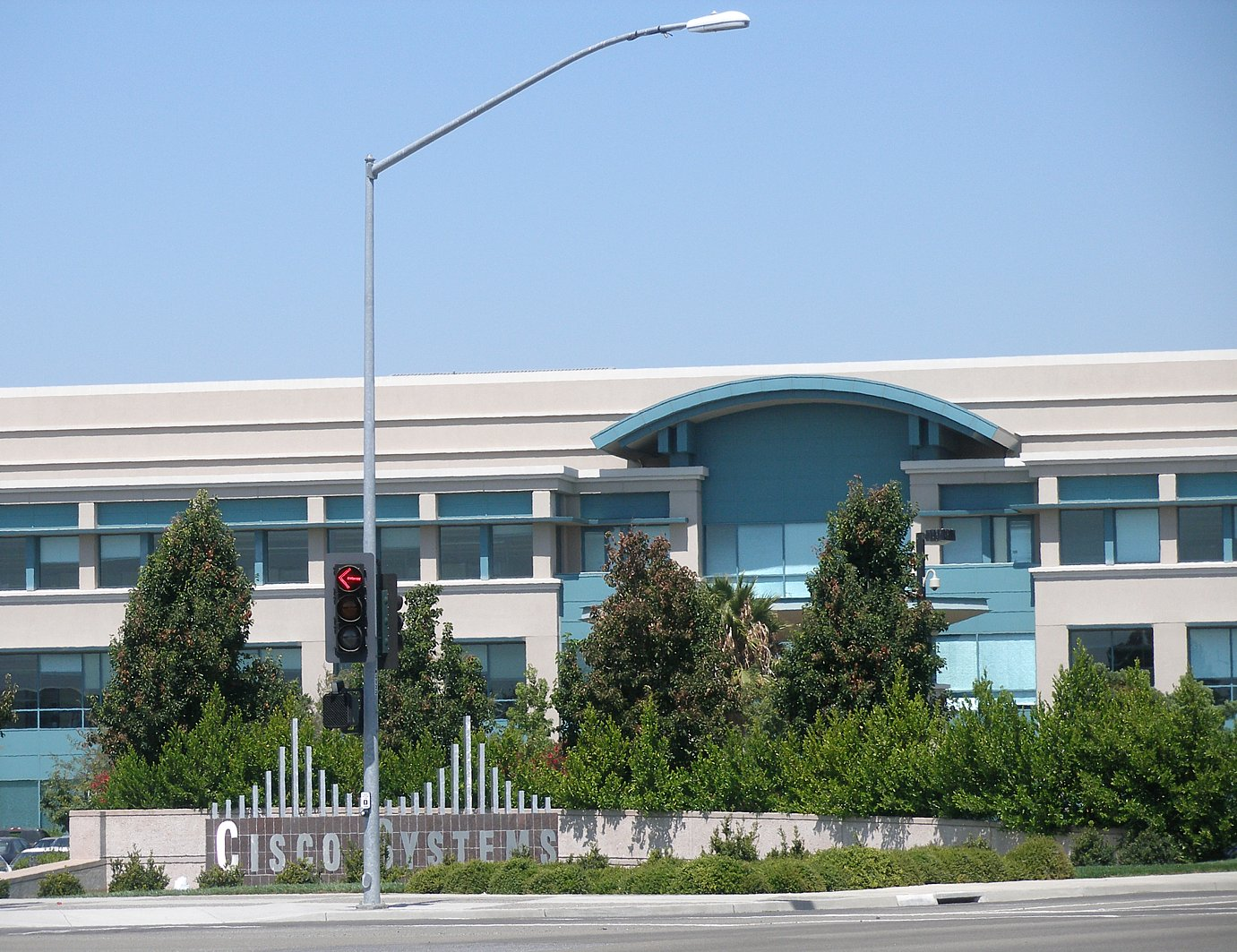
Один з численних офісів Cisco у Сан-Хосе, Каліфорнія

Cisco виробляє велику кількість різноманітних пристроїв:
- Ethernet комутатори
- Cisco Nexus — комутатори дата-центрів
- Маршрутизатори
- Продукти для IP-телефонії, такі як IP PBX, VoIP-шлюзи
- Пристрої мережної безпеки (міжмережні екрани, VPN, IDS тощо)
- Wi-Fi точки доступу
- Платформи оптичної комутації
- АТМ-комутатори
- Кабельні модеми
- DSL-устаткування
- Універсальні шлюзи та шлюзи віддаленого доступу
- Комутатори мереж зберігання даних (SAN, Storage Area Network)
- Програмне забезпечення управління мережею

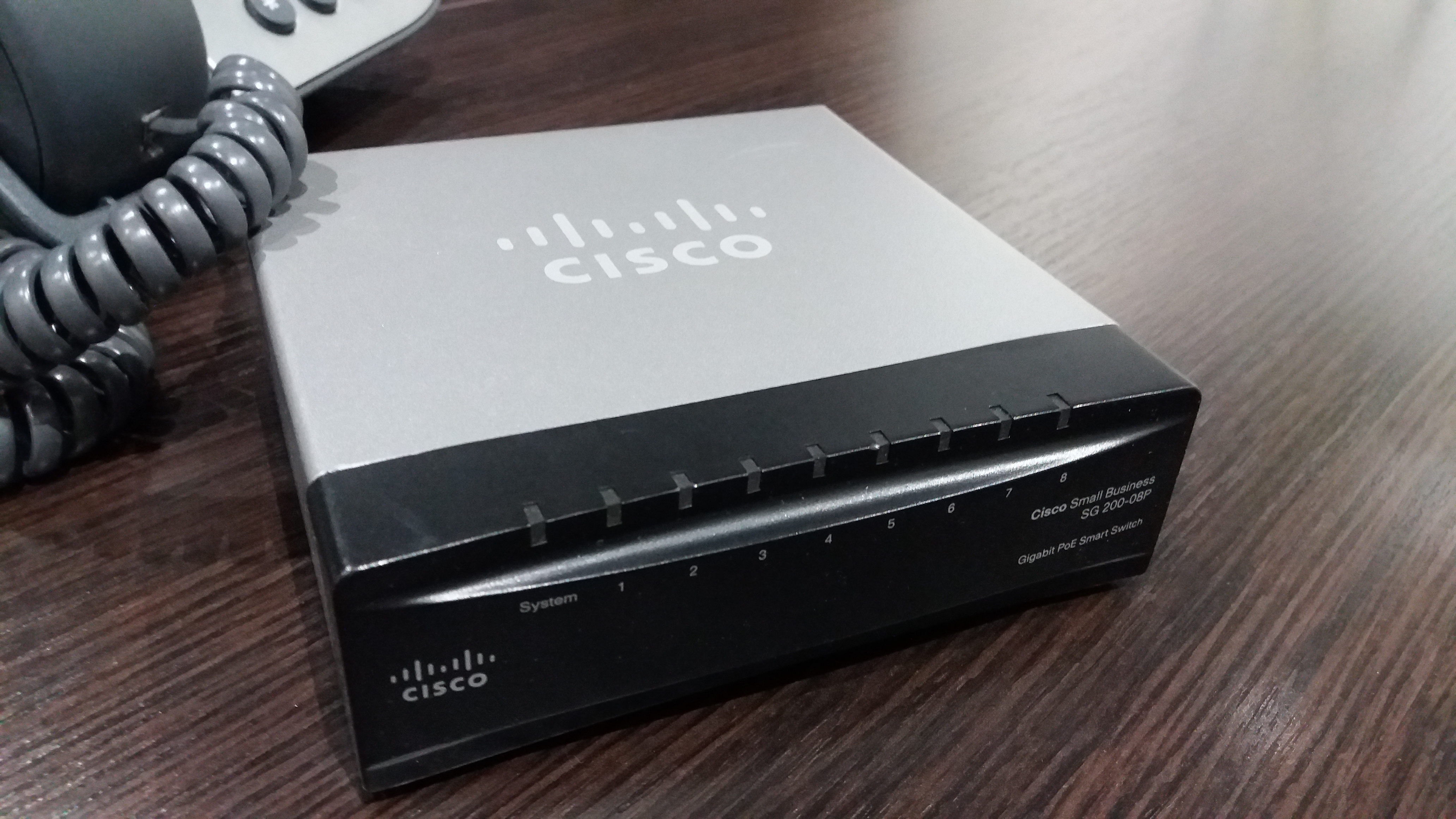
Мережевий комутатор з PoE
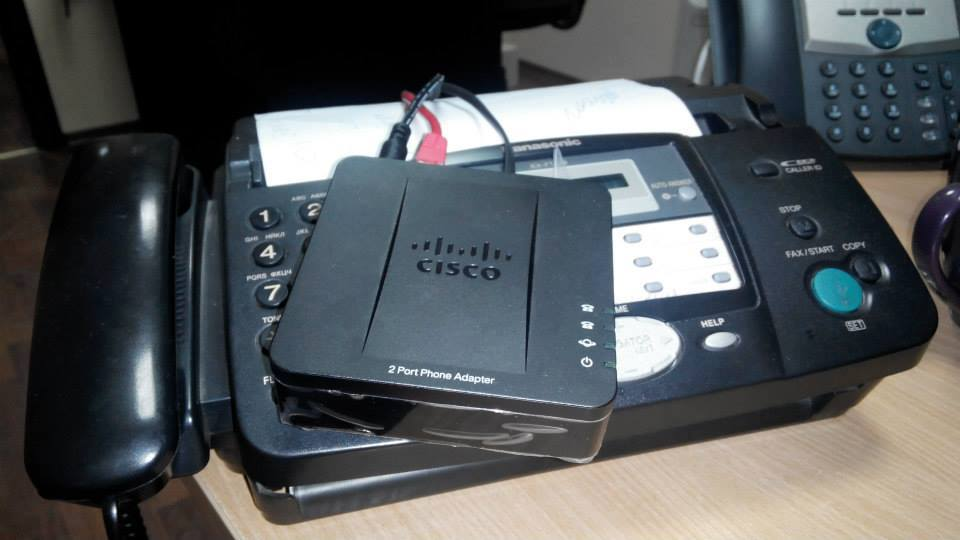
Cisco SPA112
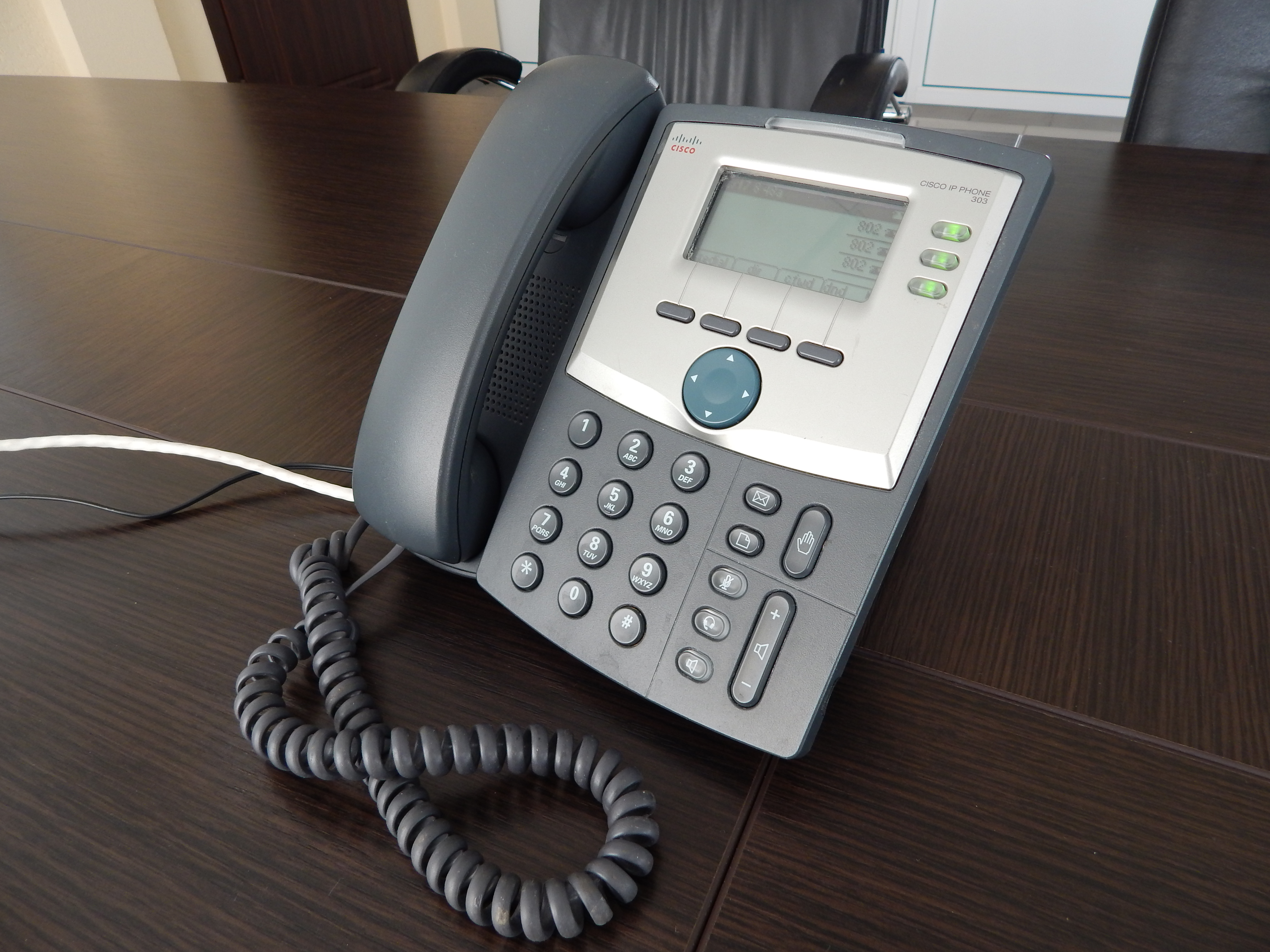
IP-телефон Cisco SPA303

Cisco пропонує продукти та послуги для трьох ринкових сегментів: великі підприємства й оператори зв'язку, малий бізнес, домашні користувачі.

### Корпоративний ринок
Корпоративний сегмент ринку охоплює корпоративні мережі та постачальників послуг зв'язку.

### Малий бізнес
Малий бізнес охоплює домашній бізнес та стартапи (зазвичай пов'язані з комп'ютерними технологіями).
Маршрутизатори та мережеві комутатори
Пристрої, що пересилають і перенаправляють пакети через мережу.
Безпека та спостереження
IP-камери, засоби захисту даних та мереж тощо.
Безпровідний зв'язок
Точки доступу wi-fi.
Мережеві системи зберігання даних
Системи постійного зберігання даних у мережах, як традиційні, так і хмарні.

### Домашні користувачі
Домашні користувачі — це індивідуальні користувачі або сім'ї, які є споживачами таких послуг.
Широкосмугові канали
Широкосмугові канали пов'язані з використанням кабельних модемів.
Відеокамери Flip Video
Придбавши компанію Pure Digital Technologies, Cisco розпочала продаж лінійки пристроїв відеозапису під назвою «Flip Video», що були єдиним продуктом цієї компанії. Ця лінійка виявилася не настільки популярною, як очікувалося, і 12 квітня 2011 року було повідомлено про припинення виробництва продукції Flip Video.

## Мережева академія Cisco
Cisco заснувала «Мережеву академію Cisco» з філіалами в 128 країнах, для того, щоб навчити своїх студентів проєктувати та створювати мережі.
Cisco забезпечує сертифікацію для професіоналів в області мереж. Різні ступені сертифікації:
- CCENT (Cisco Certified Entry Networking Technician) — сертифікований технік за мережевими технологіями;
- CCNA Routing and Switching (Cisco Certified Network Associate) — сертифікований фахівець з маршрутизації й комутації;
- CCNA Security — сертифікований фахівець з мережевої безпеки;
- CCNA VoIP — сертифікований фахівець з ip-телефонії;
- CCNA Wireless — сертифікований фахівець з бездротових мереж;
- CCNA Service Provider — сертифікований фахівець з мереж сервіс-провайдерів;
- CCNA Service Provider Operations — сертифікований фахівець з підтримки мереж сервіс-провайдерів;
- CCDA (Cisco Certified Design Associate) — сертифікований фахівець з проєктування мереж;
- CCNP (Cisco Certified Network Professional) — сертифікований професіонал з маршрутизації й комутації;
- CCNP Voice (Cisco Certified Network Professional Voice) — сертифікований професіонал з мережевої безпеки;
- CCNP Security (Cisco Certified Network Professional Security) — сертифікований професіонал з мережевої безпеки;
- CCNP Wireless (Cisco Certified Network Professional Wireless)- сертифікований професіонал з бездротових мереж
- CCNP Service Provider Operations (Cisco Certified Network Professional Service Provider Operations) — сертифікований професіонал з підтримки мереж сервіс-провайдерів;
- CCDP (Cisco Certified Design Professional) — сертифікований професіонал з проєктування мереж;
- CCIP (Cisco Certified Internetwork Professional) — сертифікований професіонал з об'єднаних мереж;
- CCSP (Cisco Certified Security Professional) — сертифікований професіонал з безпеки;
- CCVP (Cisco Certified Voice Professional) — сертифікований професіонал з технологій VoIP;
- CCIE Routing & Switching (Cisco Certified Internetwork Expert Routing & Switching) — сертифікований експерт об'єднаних мереж з маршрутизації та комутації;
- CCDE (Cisco Certified Design Expert) — сертифікований експерт з проєктування мереж;
- CCIE Security (Cisco Certified Internetwork Expert Security) — сертифікований експерт з мережевої безпеки;
- CCIE Wireless (Cisco Certified Internetwork Expert Wireless) — сертифікований професіонал з бездротових об'єднаних мереж;
- CCIE Voice (Cisco Certified Internetwork Expert Security Voice) — сертифікований професіонал з об'єднаних голосових мереж;
- CCIE Data Center (Cisco Certified Internetwork Expert Security Data) — сертифікований професіонал з об'єднаних мереж дата-центрів;
- CCIE Storage Networking (Cisco Certified Internetwork Expert Storage Networking) — сертифікований професіонал з об'єднаних мереж зберігання даних;
- CCIE Service Provider (Cisco Certified Internetwork Expert Security Provider) — сертифікований професіонал з об'єднаних мереж сервіс-провайдерів;
- CCIE Service Provider Operations (Cisco Certified Internetwork Expert Provider Operations) — сертифікований професіонал з підтримки об'єднаних мереж сервіс-провайдерів;

## Представництво в Україні
- Боднар Олег Омелянович — операційний директор і генеральний менеджер представництва Cisco в Україні (з 2004).

## Припинення діяльності в Росії та у Республіці Білорусь після вторгнення в Україну в лютому 2022 року
4 березня 2022 Cisco повідомила про припинення постачання своєї продукції до Росії та РБ через напад Росії на Україну. Також компанія зупинила надання гарантійного обслуговування для вже придбаного обладнання, і обмежила доступ до сервісу відеоконференцій  WebEx для всіх користувачів з Росії та Республіки Білорусь про що повідомила у листі від директора компанії. Також у червні компанія опублікувала лист із роз'ясненнями наступних кроків.

## Виноски
1. 1 2  https://www.cisco.com/
2. 1 2  Global LEI index
3. 1 2 3 4 5 6 7 8 9 10 11 12  https://web.archive.org/web/20221012190608/https://investor.cisco.com/corporate-governance/board-of-directors/default.aspx
4. 1 2  Cisco Annual Report 2021
5. ↑  Does pink make you puke?. Форбс. 25 серпня 1997. Архів оригіналу за 5 грудня 2022. Процитовано 22 січня 2023. (англ.)
6. ↑  Cisco купуєт Tandberg і стає мировым лидером оборудования для видеоконференций. Архів оригіналу за 16 лютого 2011. Процитовано 5 грудня 2009.